# Suiderstrand
Suiderstrand è una località costiera sudafricana situata nella municipalità distrettuale di Overberg nella provincia del Capo Occidentale.

## Geografia fisica
Il centro abitato, affacciato sull'oceano Indiano, si trova a pochi chilometri a ovest di Capo Agulhas, il punto più a sud dell'Africa.